# Sceloenopla cognata
Sceloenopla cognata es una especie de insecto coleóptero de la familia Chrysomelidae. Fue descrita científicamente en 1858 por Baly.